# Lambda Crucis
Lambda Crucis (λ Cru / HD 112078 / HR 4897) es una estrella de la constelación Cruz del Sur de magnitud aparente +4,60.
De tipo espectral B4Vne, Lambda Crucis es, al igual que el Sol, una estrella de la secuencia principal cuya energía proviene de la fusión del hidrógeno en su interior. Las similitudes acaban aquí, ya que es una estrella mucho más caliente (17.300 K) y significativamente más luminosa, 4790 veces más que el Sol. Su diámetro es 3,5 veces más grande que el diámetro solar y rota a la enorme velocidad de 300 km/s, 150 veces más deprisa que el Sol. 7 veces más masiva que el Sol, su edad puede ser inferior a 50 millones de años. Es una variable Beta Cephei, con una pequeña variación de brillo de 0,2 magnitudes. Existe un período principal de 0,3951 días y un posible período secundario de 0,1793 días.
Al igual que muchas de las estrellas más brillantes de la Cruz del Sur, Lambda Crucis forma parte de la Asociación estelar de Scorpius-Centaurus, la asociación estelar OB más cercana al sistema solar. Su distancia respecto a nosotros, 360 años luz, es prácticamente la misma que la de Becrux (β Crucis) y Decrux (δ Crucis).